# Mejna grofija Istra
Mejna grofija Istra (ali Istrska marka) je nastala kot  karolinška mejna marka, ki je obsegala območje Istrskega polotoka in okoliških območij, ki jih je osvojil Pipin Langobardski, sin Karla Velikega leta 789.

## Predhodno zgodovinsko dogajanje

### Rimsko obdobje
Območje poselitve antičnih plemen Histrov v Istri so do okoli leta 178 pr.n.š. osvojili Rimljani. V obdobju rimskega poveljnika Gaja Julija Cezarja so meje Italije prestavili na reko Timavo, kmalu po njegovem umoru pa na reko Rižano. Med leti 27 in 12 je cesar Avgust postavil mejo na reko Rašo in ustanovil t.i. deseto regijo Italije oz. provinco Rimskega imperija, imenovano Benečija in Istra (Venetia et Histria).

### Bizantinska oblast
Po zatonu Rimskega imperija je leta 538/9 Istra prešla pod bizantinsko ali vzhodnorimsko oblast, v upravnem smislu pa skupaj z Benečijo pod eksarhat v Raveni.
Ko se se v drugi polovici 6. stoletja začeli sovražni vpadi v Istro, predvsem Langobardov po letu 568, ter kasneje Avarov (Obrov) in Slovanov, so bizantinske oblasti v Istri združile civilno in vojaško oblast in na vodstvo dežele postavile svojega vojaškega poveljnika, ki pa je prevzel še naloge civilnega upravnika (iudes provinciae). Bizantinci so se s Franki srečali že sredi 6. stoletja, še pred langobardskim prodorom v Italijo. Položaj se je povsem spremenil po preseljevanju ljudstev, ko so Langobardi pod vodstvom kralja Alboina po letu 568 n. š. osvojili Furlanijo in tam ustanovili svojo Vojvodino Furlanijo, ki je bila del Langobardske kraljevine. Istrski polotok pa je ostal pod vladavino Bizanca (Vzhodnega Rima) in njegovim vplivom. Predvsem zaradi oblikovanja obrambe oz. t.i. »Tržaškega numerusa«, ki se je raztezal od Timava po kraškem delu Istre vse do Kastva, so se Južnoslovanska plemena (predniki Slovencev in Hrvatov) tedaj naselili predvsem ob vzhodni in severni istrski meji.

## Zgodovina

### Karolinška marka (799–843)
Ajstulf, langobardski kralj od leta 749, je napadel preostanek bizantinskega ozemlja v Italiji in celo ogrožal Bizantinsko papeštvo v Rimu. Zato je papež Zaharija, ki ni mogel računati na pomoč iz Konstantinopla, sklenil zavezništvo s Pipinom Malim, vojaško močnim majordomom frankovske države na severni strani Alp, ki ga je imenoval za kralja Frankov. Leta 755 je Pipin zasedel Italijo in prisilil Ajstulfa v frankovsko vazalstvo. Pipinov sin Karel Veliki je v letih 773/774  Italijansko kraljevstvo priključil k Frankovskemu imperiju.
Karel Veliki je najprej Istrski polotok priključil k langobardski vojvodini Furlaniji, kot del karolinške Kraljevine Italije, ki ji je vladal sin Pipin. Formalno je bila vojvodina, vendar je bila Furlanija de facto mejna grofija ali marka, le da je nosila vojvodsko čast in so od leta 776 Franki imenovali svojega vojvodo. 
Mejna grofija Istra se kot takšna pojavi po smrti furlanskega vojvode Erika leta 799 pri obleganju v bitki za Trsat na frankovski meji s Kneževino Primorsko Hrvaško. Istra je bila podeljena v fevd frankovskemu grofu Hunfridu, ki je tudi nosil naslov vojvoda furlanski dux Foroiulanus. Ta začetna Karolinška marka ali mejna grofija se je raztezala od Julijskih Alp in Krasa na jug do Kvarnerskega zaliva. Bila je ena od treh mejnih grofij, poleg Furlanije in Karantanije, ki so varovale Italijo pred Avari, Slovani, in Madžari. V prvem desetletju 9. stoletja je Istri vladal vojvoda Janez, nominalno v skladu s starimi bizantinskimi običaji, vendar pa dejansko kot frankovski vazal. V okviru takratne mejne grofije ali marke je bilo devet mest, med katerimi je bilo najpomembnejše mesto Tergeste, današnji Trst.
Potem ko je kralj Pipin večkrat poskušal zavzeti Benetke na Jadranski obali, je njegov oče cesar Karel Veliki z mirovno pogodbo iz leta 812 Pax Nicephori (Nikiforjev mir) končno priznal formalno bizantinsko kontrolo nad mestom in zahodno obalo Istre.
Po odstavitvi zadnjega furlanskega vojvode Balderika, je frankovski kralj in cesar Svetega rimskega cesarstva Ludvik Pobožni leta 829 na državnem zboru v Wormsu razdelil obsežno vojvodino Furlanijo na štiri grofije (marke). Istri s Furlansko marko je vladal iz Ogleja mejni grof Eberhard in njegovi Unruochingški nasledniki. Po letu 843 je bila z  Verdunsko pogodbo dodeljena cesarju Ludviku II. z italijanskim kraljevstvom. Mejni grof Unruochingški  Berengar Furlanski je celo nasledil Karla Debelega kot kralj Italije v letu 888.
Leta 952 je cesar Svetega rimskega cesarstva Oton I. Veliki  osvojil severno Italijo in Veronsko marko z Istro predal svojemu bratu vojvodi Henriku I. Bavarskemu, ki  je že  vladal Koroški marki. Cesar Oton II. je Koroško leta 976 ločil od Bavarske in jo naredil za samostojno vojvodino, ki je vključevala tudi Istro. Tako se konec 10. stoletja pojavljajo istrski grofje,  dokler je bila Istra združena s Kranjsko marko do leta 1040, ko je pod Popom I. Weimarskim, za časa cesarja Henrika III., slednji Istro izdvojil kot samostojno marko in jo podelil grofu Ulriku I. Weimar-Orlamünde. Naslednji cesar Henrik IV., ki je naslov prevzel po polnoletnosti leta 1084, je bil zaposlen z vojnami s Poljsko in Ogrsko, ter z borbo za investituro ter v boje s svojim naslednikom (sinom). Zato se je v Istri popolnoma naslonil na Ulrika in njegove naslednike. Tako se je povečala vloga istrskih cerkvenih in posvetnih fevdalcev. Henrik IV. je nominalno Istrsko marko leta 1077 priključil  Oglejskemu patriarhatu, čeprav je teritorij in titulo v svojem imenu zadržala Kranjska. Ko je bil Ulrik imenovan za istrskega mejnega grofa, pod cesarstvo ni spadalo območje vzhodne Istre od Učke do Reke. To ozemlje je Ulrik poskušal pridobiti v vojnem pohodu leta 1069 – 1070, v katerem je bil tudi smrtno ranjen. Vzhodna Istra (severno od reke Raše) je pod upravo istrskega mejnega grofa prišla kasneje, najverjetneje v času Ulrikovega sina Poppa II. Weimarskega (1096 – 1098).
Ker Poppo II. ni imel sinov, so se po njem na položaju mejnega grofa Istre tekom 12. st. menjavali nasledniki po ženski liniji iz grofovskih družin Spanheimov in Andeških. V 12. stoletju je bila cesarska oblast v Istri brez večjega vpliva in so tudi nominalni mejni grofje bili pomembni v državni politiki knezi cesarstva z glavnimi posestmi izven Istre, zato so tam bivali zelo redko in Istro prepuščali svojim namestnikom in jih obdarili za njihovo službo z velikimi posestvi, kar je škodovalo upravni enotnosti mejne grofije. Vse to je v Istri omogočalo, da so se postopno mesta osamosvajala (lokalna avtonomija) – še posebej na zahodni obali Istre, kjer so se Benetke ponujale kot zaščitnica mest. Sčasoma je oglejskim patriarhom po vztrajnih poskusih uspelo uveljaviti ne samo cerkveno jurisdikcijo ampak tudi vrhovno oblast, tako da so patriarhi tudi imenovali istrske mejne grofe.

## Razpad enotne oblasti
Leta 933 so Benečani z Rialtskim mirom triumfirali nad istrskim mejnim grofom Winterjem, ki se je uprl njihovi čedalje večji prisotnosti na polotoku, vendar je bil s trgovsko blokado prisiljen k predaji. S tem so bili postavljeni temelji kasnejše dominancije Benečanov v Istri, ki so v 9. stoletju nasledili Bizanc na Jadranskem morju in so postopoma prevzeli oblast v istrskih obalnih mestih (Pulj 1148, Poreč 1267, Novigrad 1270, Koper 1279, Piran 1283, Milje 1420) in ozemlje ob zahodni obali polotoka. Ko je leta 1374 izumrla istrska veja goriških, so njihove posest pridobili Habsburžani, ki so od leta 1335 imeli v svoji posesti med ostalimi tudi Kranjsko krajino, kasnejšo vojvodinjo Kranjsko. Leta 1382 so pridobili še nadzor nad Trstom.
Ker niti oglejski patriarhi, lokalni škofje in opati niso mogli neposredno izvrševati oblasti na svojih posestvih, so to poverili svojim posvetnim predstavnikom (advokatom), medtem ko so obrambo prepuščali posameznim fevdalcem. Ta »obramba« pa se je ponekod spremenila v prisvajanje posesti. Tako je grof Meinhard Schwarzenburg v drugi polovici 12. stoletja zasegel posesti poreškega škofa in postal gospodar na območju osrednje Istre ter s tem postavil temelje kasnejši Pazinski grofiji. Oglejski patriarhi so prenehali imenovati istrske mejne grofe in so svoje posesti v notranjosti polotoka prepustili v neposredni nadzor Goriškim grofom. K vsesplošni slabitvi fevdalne oblasti so pripomogla še dokaj neodvisna mesta na zahodni obali Istre.